# St.-Materniani-Kirche (Ochtersum)

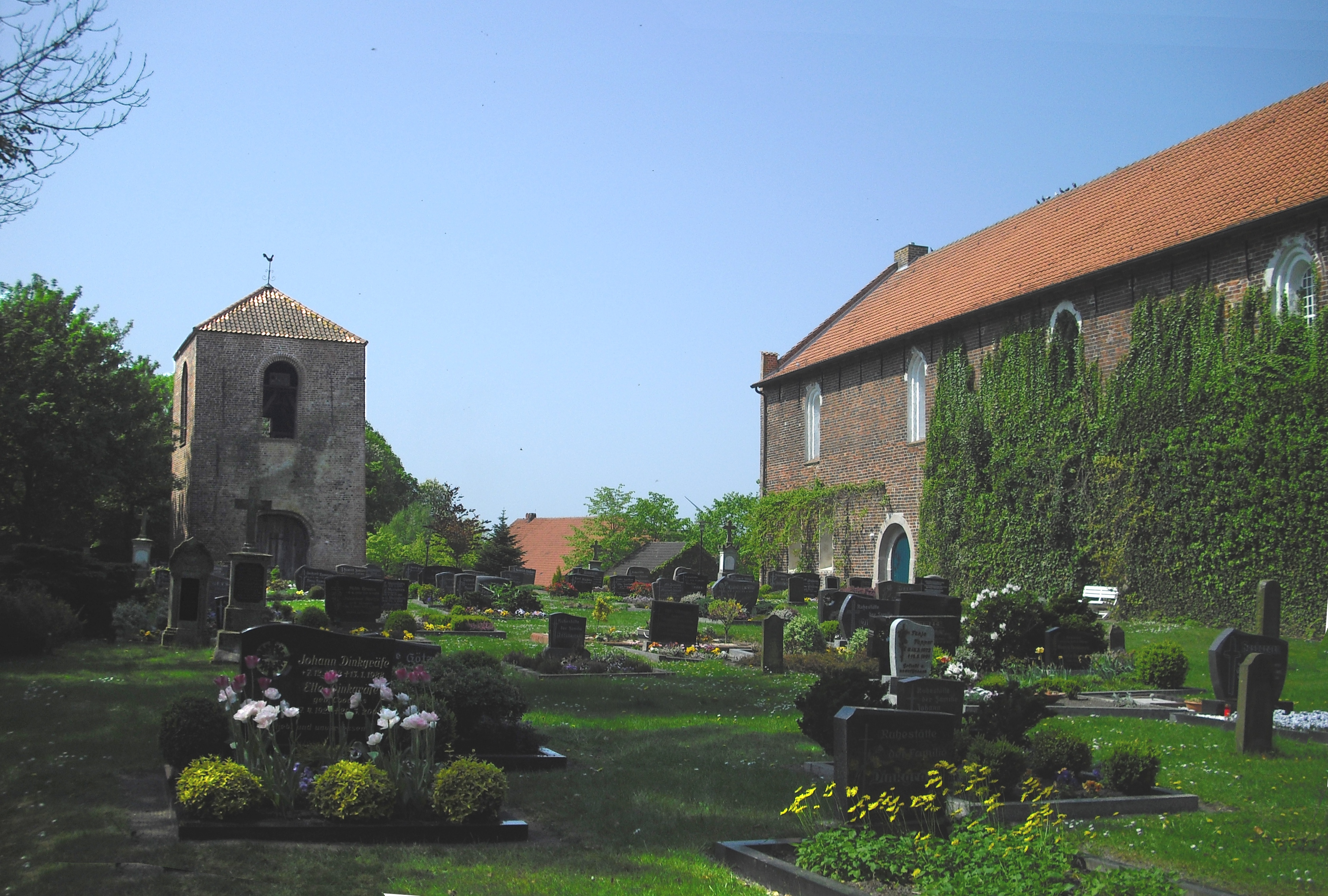
Kirche und Glockenturm, von Süden

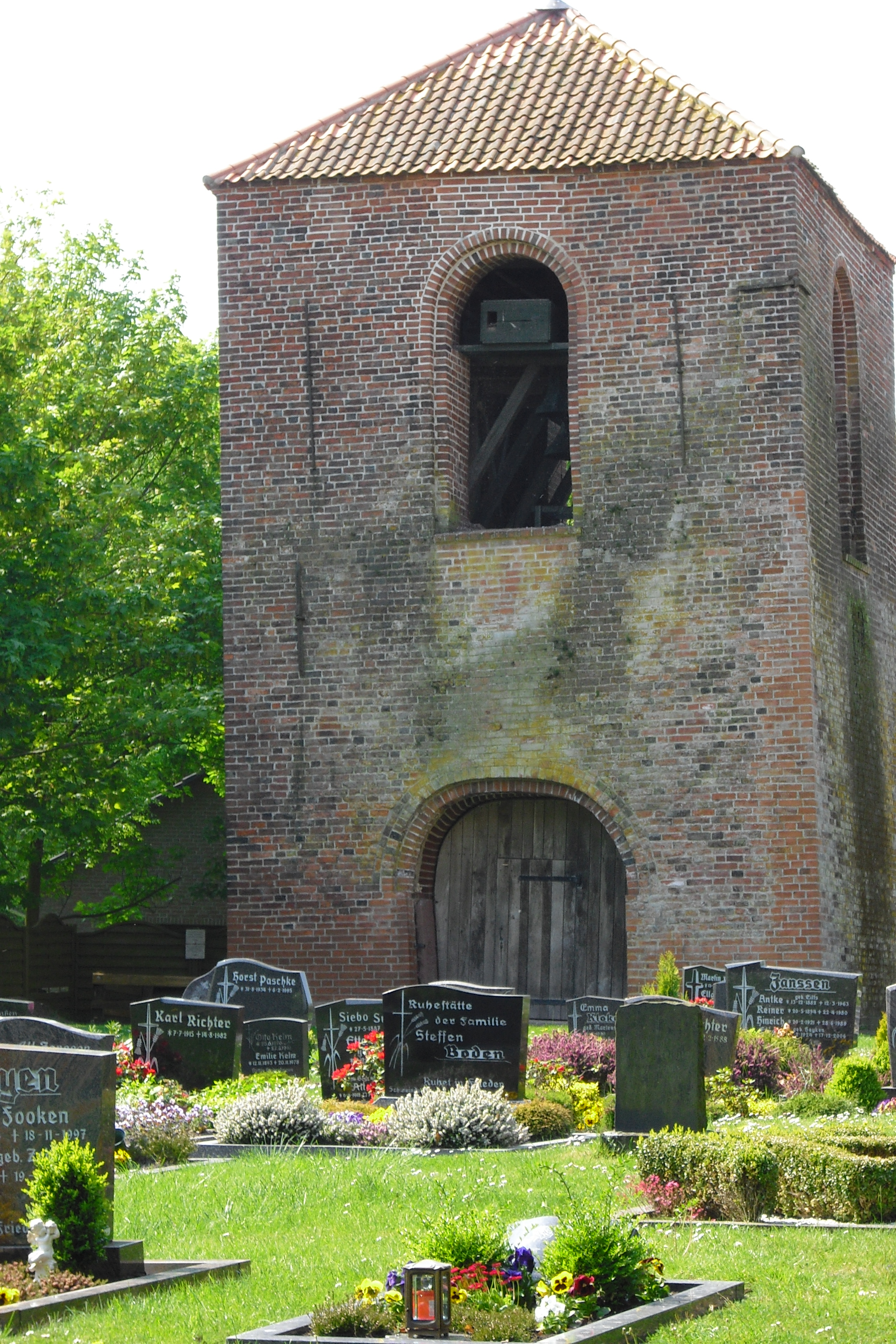
Glockenturm

Die evangelisch-lutherische St.-Materniani-Kirche in Ochtersum ist eine spätromanische Saalkirche, die im letzten Drittel des 13. Jahrhunderts errichtet wurde. Sie ist dem Hl. Maternianus (auch Maternus genannt), dem ersten Bischof von Köln, geweiht und steht auf einer Kirchwarft im ostfriesischen Westochtersum, einem Ortsteil der im Landkreis Wittmund gelegenen Gemeinde Ochtersum (Samtgemeinde Holtriem).

## Baubeschreibung

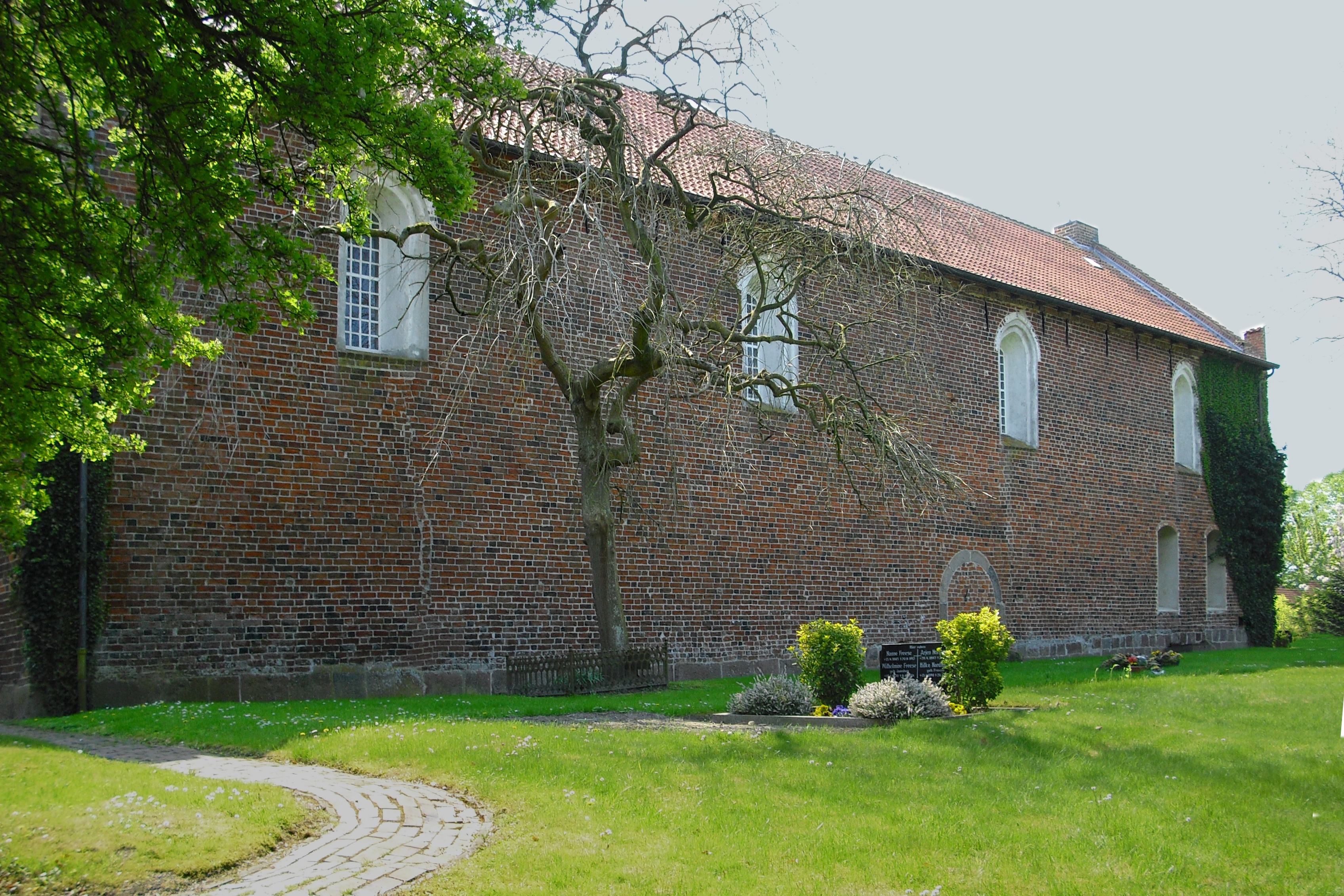
Kirche, von Norden aus

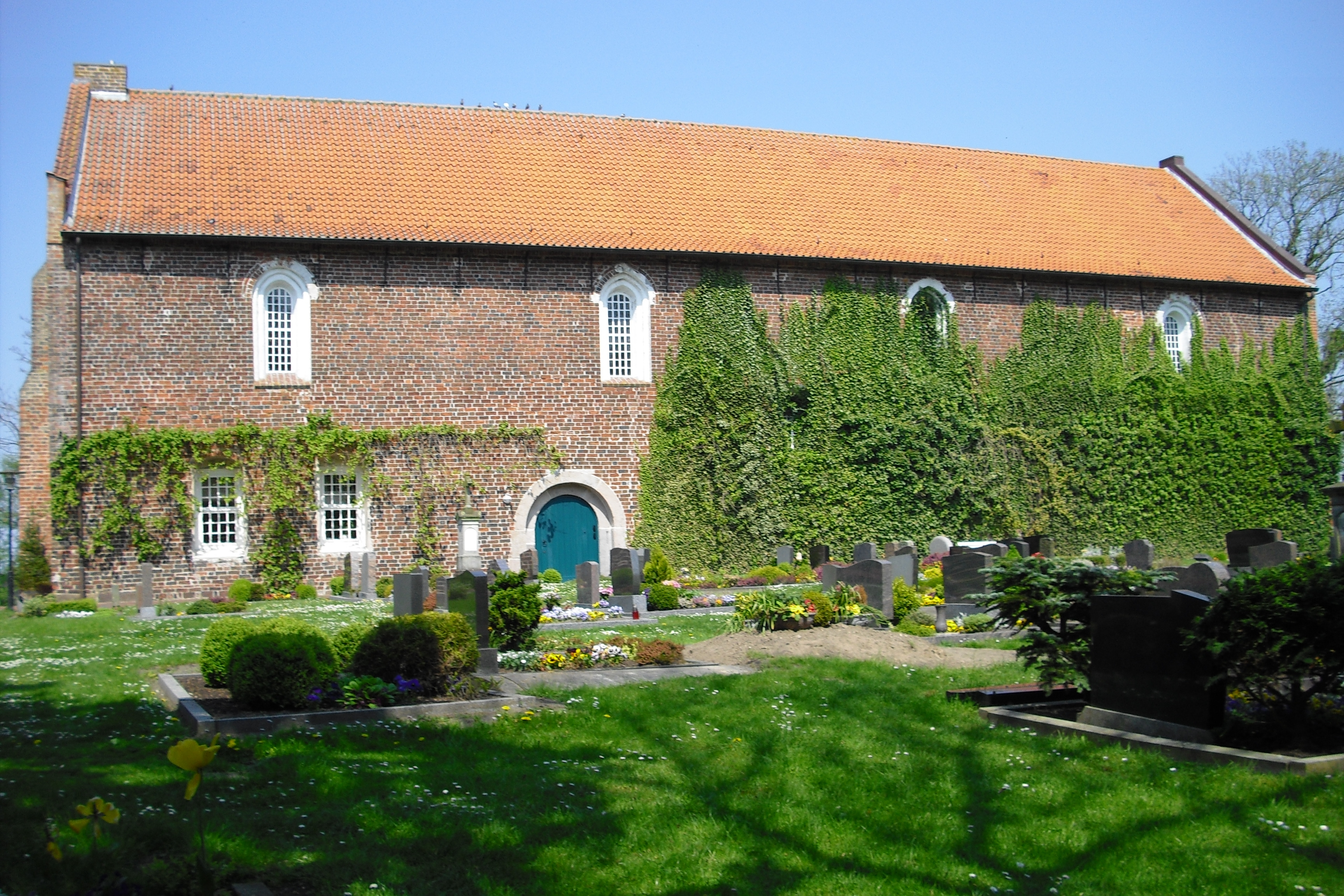
Kirche, von Süden aus

Die einschiffige St.-Materniani-Kirche ist ein mittelgroßer Saalbau, der ursprünglich mit einer Ostapsis versehen war. Die Länge des Kirchengebäudes beträgt zirka 37 Meter, seine Breite 12,15 Meter. Archäologische Grabungen um die Mitte der 1960er Jahre, bei denen Lehmestrich und Ständersteine entdeckt wurden, lassen auf einen hölzernen Vorgängerbau schließen. Den Sockel der Kirche bilden Granitquader, die Mauern bestehen aus klosterformatigen Backsteinen.
Ursprünglich hatte die Kirche zwei Eingangsportale auf ihrer Südseite sowie ein Portal in der Nordwand. Die Längsseiten waren – entsprechend der Zahl der ehemaligen Gewölbe im Innern der Kirche – mit jeweils vier Rundbogenfenstern ausgestattet. Im westlichen Teil der Kirche befinden sich weitere, allerdings tiefer angelegte Fenster. Sie wurden wie auch ein weiteres Südmauerfenster erst später in das Mauerwerk gebrochen. Das innen sichtbare zugemauerte Hagioskop in der Südwand ist außen zurzeit – wie auch das ehemalige Priesterportal – unter einer dichten Schicht Efeu verborgen. Die Apsis fiel einem Blitzschlag im Jahr 1675 zum Opfer und wurde nicht wieder aufgebaut. Erst um 1720 schloss man mit den Steinen der Apsis die Ostwand, in die rechts und links vom Altar zwei Fenster eingefügt wurden.
Der zweigeschossige Glockenturm wurde wahrscheinlich zur gleichen Zeit wie die Kirche in 16 Meter Entfernung südwestlich des Kirchengebäudes errichtet. Der Grundriss ist nahezu quadratisch. Die Höhe des Glockenturms beträgt rund 18 Meter. Das Fundament besteht aus Flintsteinen, das Mauerwerk aus Backstein.
Das Erdgeschoss, die sogenannte Läutestube, ist von Westen her zugänglich und war ursprünglich ein eindrucksvoller Tordurchgang zu Friedhof und Kirche. Von 1680 bis 1831 war im Untergeschoss die Dorfschule für Ost- und Westochtersum sowie für die umliegenden Ortschaften Barkholt, Utarp, Narp und Schweindorf. Das Obergeschoss mit der Glocke hat auf jeder Seite ein Schallfenster. Die erste Glocke, die bis zu Anfang des 19. Jahrhunderts zum Gottesdienst läutete, trug die Inschrift IN HONOREM BEATI MATERNIANI ANNO MCCLXXIIII FUSA SACERDOTUM […] OCCONIS MEMMONIS TEMPORIBUS ULRICI […] CONIS. Im Jahr 1815 goss der ostfriesische Glockengießer Mammeus Fremy III die alte Glocke um. Der Gussvertrag datiert vom 1. März 1814.

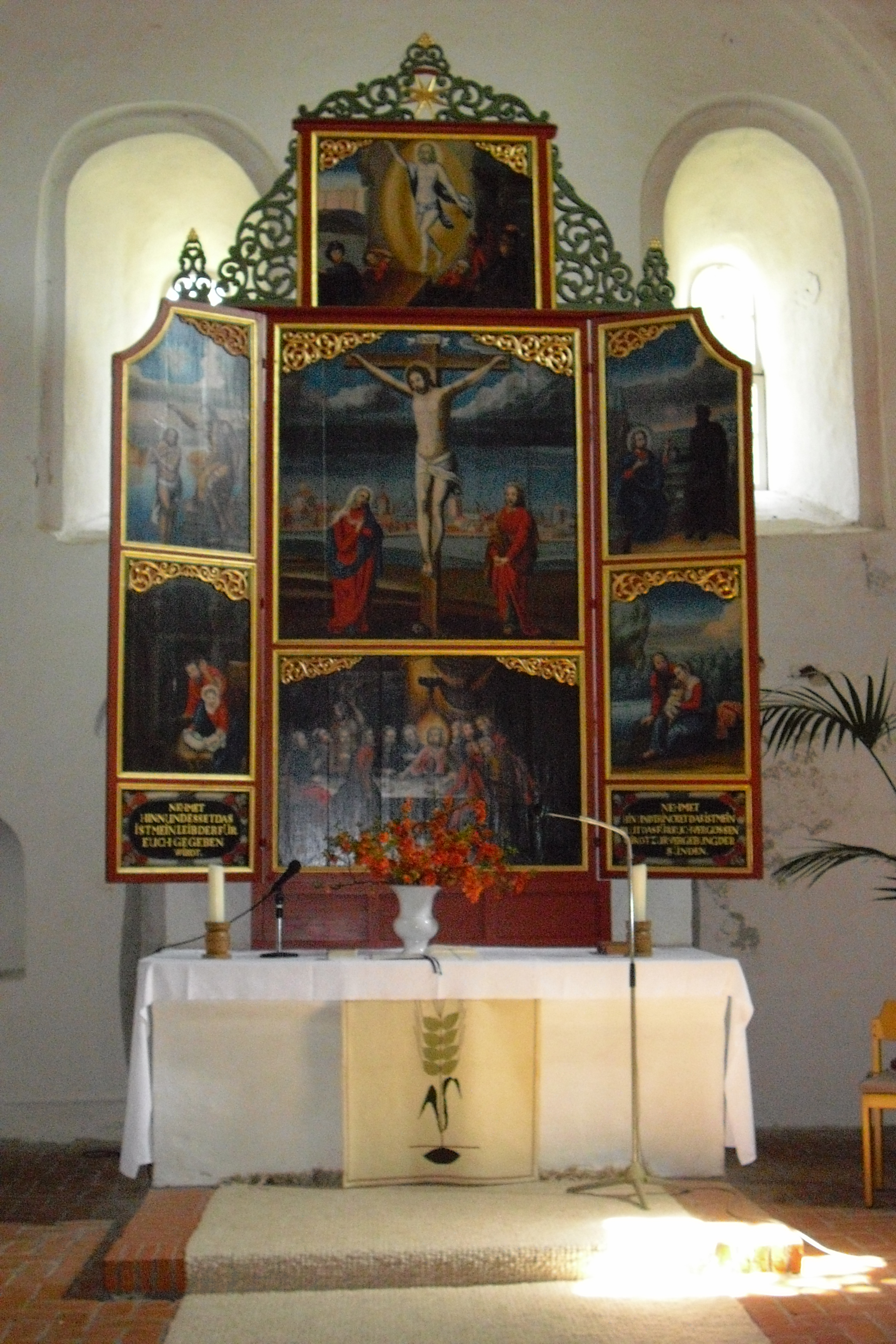
Barockaltar mit Szenen aus dem Leben Jesu Christi

## Ausstattung
Im Innern der Kirche finden sich Reste einer im 15. Jahrhundert eingefügten Lettnermauer, die den Chorraum vom übrigen Kirchenraum trennte und ab 1736 die Orgel trug. Heute ist der Lettner nur noch etwa einen Meter hoch. Die bereits erwähnten Gewölbe wurden aus unbekannten Gründen im 15. Jahrhundert entfernt. Ihre Wandvorlagen mit Rücksprüngen, Halbrundvorlagen und Diensten im Ostjoch sind aber noch sehr gut zu erkennen.
Zur Ausstattung der Kirche gehört ein Taufstein im Bentheimer Stil auf vier Löwen aus der zweiten Hälfte des 13. Jahrhunderts. Der dreigeschossige barocke Flügelaltar stammt aus dem Jahr 1740. Die Kanzel wurde bei Umbaumaßnahmen in den 1960er Jahren von der mittleren Südwand an die gegenüberliegende Nordwand versetzt und befindet sich nun in größerer Nähe zum Altarraum.

## Orgel
Die Barockorgel mit außergewöhnlichen Akanthus-Ornamenten ist das einzige Werk des Herforder Orgelbauers Christian Klausing in Ostfriesland. Sie wurde in den Jahren 1734 bis 1737 erbaut und stand ursprünglich vor dem Chorraum auf einer über den Resten des Lettners errichteten Holzempore, wodurch sie allerdings den Blick auf den Altar stark behinderte. Nach den umfangreichen Renovierungs- und Umgestaltungsarbeiten der 1960er Jahre fand die Orgel ihren Platz auf einer eigens dafür errichteten Empore im Westteil der Kirche.
Erste Umbauten der Orgel erfolgten bereits 1752, als die Orgelbauer Gregorius Struve und Johann Friedrich Constabel den Unterbau der Orgel verkürzten (noch heute gut zu sehen) und infolgedessen auch die Trakturen umbauen mussten. Zusätzlich erhielten die oberen Lagen der Pfeifen eine schärfere Intonation. Nach geringfügigen Umdisponierungen in den folgenden 150 Jahren erhielt die Orgel 1900 eine moderne Magazinbalganlage und verlor schließlich 1917 ihre Prospektpfeifen. In den Jahren 1972/73 wurde die Orgel von Jürgen Ahrend umfassend restauriert und rekonstruiert.
| Manual CD–c3    |            |
| Principal       | 8′         |
| Rohrflöte       | 8′         |
| Gedackt         | 8′         |
| Octave          | 4′         |
| Quinte          | 3′         |
| Octave          | 2′         |
| Sesquialtera II | [ Anm. 1 ] |
| Mixtur VI B/D   | [ Anm. 1 ] |
| Trompete        | 8′         |

| Pedal CD–c1 |
| angehängt   |

- Tremulant
- Winddruck: 71 mmWS

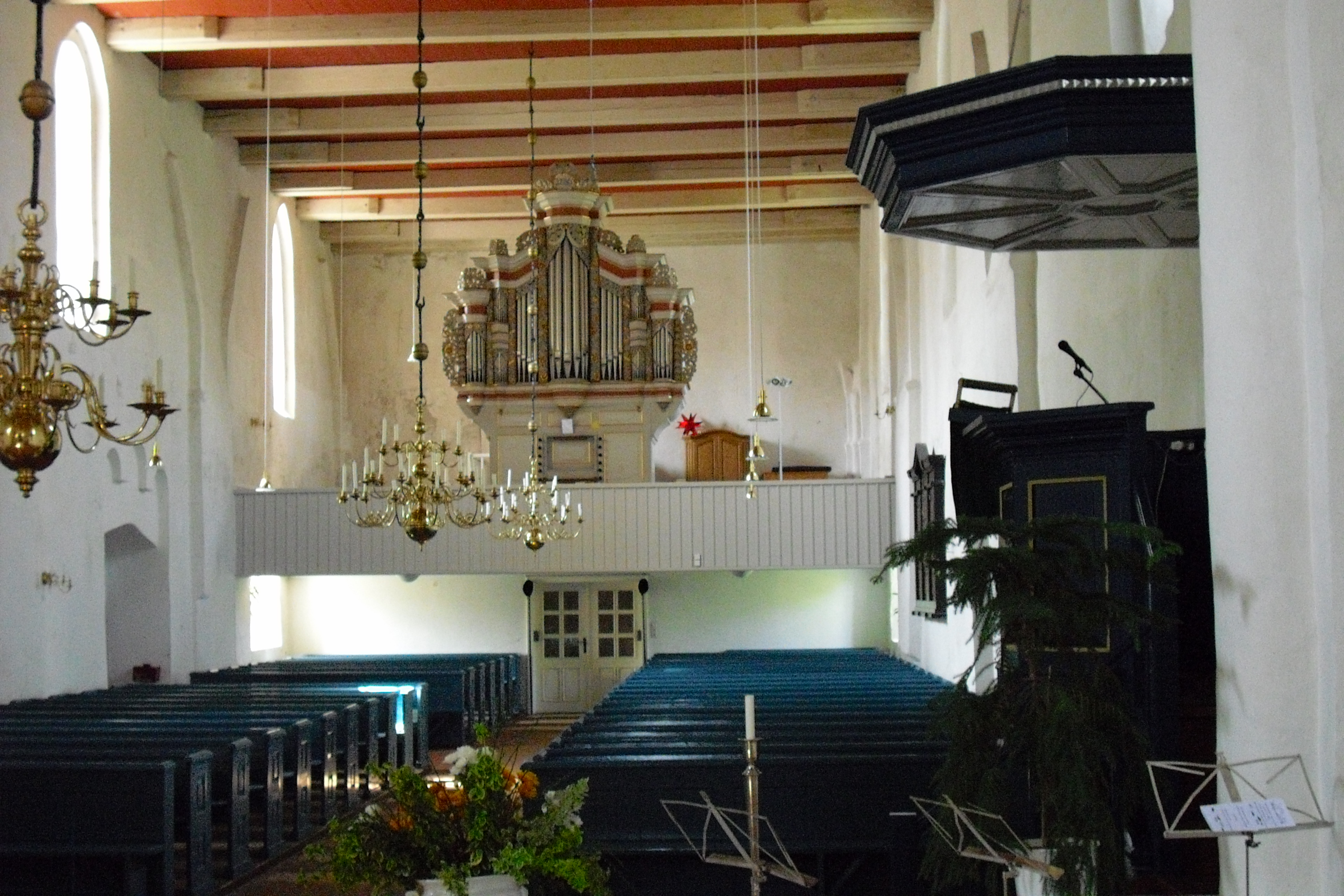
Blick zur Orgelempore

- Stimmung: wohltemperiert (nach Werckmeister)

Anmerkungen
1. 1 2 3  Rekonstruiert von Jürgen Ahrend.